# Carlton (Suffolk)
Carlton is een plaats in het Engelse graafschap Suffolk. Samen met Kelsale vormt het de civil parish Kelsale cum Carlton. Carlton komt in het Domesday Book (1086) voor als 'Carletuna'.